# Фантоцці проти всіх
Фантоцці проти всіх — кінофільм. Екранізація книги Паоло Вілладжо «Фантоцці проти всіх». Сиквел фільмів Фантоцці і Фантоцці Другий Трагічний. Фільм можна переглядати дітям будь-якого віку.

## Сюжет
Третій фільм про пригоди бухгалтера Уго Фантоцці. До принижень на роботі, знову добавляються особисті проблеми. Ночі, проведені перед телевізором в пошуках якого-небудь еротичного фільму… Забавне слідкування за дружиною, що захопилася брутальним пекарем. Існування туповатого Фантоцці — справжня одісея сумних, і в цей же час, незвичайно смішних подій.

## В ролях
- Паоло Вілладжо — Уго Фантоцці
- Жижи Редер — бухгалтер Філліні
- Мілена Вукотіч — Піна, дружина Фантоцці
- Плініо Фернандо — Маріанджелла, донька Фантоцці
- Джузеппе Анатреллі
- Пол Мюллер — новий Мегадиректор

## Цікаві факти
- Доньку Фантоцці Маріанджеллу насправді зіграв коротун зі штучним носом.
- Згодом було знято сім фільмів-продовжень про Уго Фантоцці.
- У цьому фільмі Ліо Бозізіо, що зіграла Піну Фантоцці в перших двох фільмах замінила Мілена Вукотич.
- У цьому фільмі Нері Паренті замінив Лючано Сальче, що зняв два перших фільми. Паоло Вілладжо також брав участь в режисеруванні цієї картини.
- Із заміною режисера змінився і саундтрек фільму. Якщо раніше це була тиха мелодія, яка виконувалась на духовому інструменті, то в цьому фільмі саундтрек — джаз на піаніно.